# Nazionale maschile under 19 di calcio dell'Albania
La nazionale di calcio albanese Under-19 è la rappresentativa calcistica Under-19 dell'Albania ed è posta sotto l'egida della Federazione calcistica albanese.
Partecipa al campionato europeo di categoria, che si tiene ogni due anni.

## Partecipazioni ai tornei internazionali

### Europei U-19
- Dal 2002 al 2022: Non qualificata

## Rosa attuale

### Staff tecnico
- Commissario Tecnico:  Armando Cungu
- Vice-Allenatore: ?
- Team Manager: ?
- Preparatore dei portieri:  Efstrat Billa
- Preparatore atletico: ?
- Medico sociale: ?
- Fisioterapista:  Indrit Shkrela
- Massaggiatore: ?